# Поми
Поми́ (фр. Pomy) — коммуна во Франции, находится в регионе Лангедок — Руссильон. Департамент коммуны — Од. Входит в состав кантона Алень. Округ коммуны — Лиму.
Код INSEE коммуны — 11294.

## Население
Население коммуны на 2008 год составляло 47 человек.
| 1962 | 1968 | 1975 | 1982 | 1990 | 1999 | 2008 |
| ---- | ---- | ---- | ---- | ---- | ---- | ---- |
| 67   | 20   | 21   | 65   | 62   | 49   | 47   |

## Экономика
В 2007 году среди 31 человека в трудоспособном возрасте (15—64 лет) 19 были экономически активными, 12 — неактивными (показатель активности — 61,3 %, в 1999 году было 65,7 %). Из 19 активных работали 17 человек (10 мужчин и 7 женщин), безработных было 2 (1 мужчина и 1 женщина). Среди 12 неактивных 2 человека были учениками или студентами, 5 — пенсионерами, 5 были неактивными по другим причинам.

## Достопримечательности
- Руины замка XII—XIII веков с хорошо сохранившимися башнями
- Церковь